# Hiten
A nave espacial não tripulada japonesa Hiten que era anteriormente denominada de MUSES-A, foi lançada em 24 de Janeiro de 1980, por um foguete M - 3SII - 5 lançado do Centro Espacial de Kagoshima. Seu lançamento foi gerenciado pela antiga agência espacial japonesa, que na época tratava das sondas espaciais que era o Institute of Space and Astronautical Science - ISAS, que ainda existe, mas recebeu novas atribuições quando da reformulação da agência espacial japonesa.

## Sumário da missão
Sua principal finalidade era a de experimentar técnicas de navegação, incluindo um bamboleio orbital com a Lua. Quando a sonda Hiten se aproximou da Lua, ela liberou um pequeno orbitador lunar denominado de Hagoromo que aparentemente entrou em órbita lunar.
- Peso da sonda: 196 kg
- Tipo de órbita: Altamente elíptica
- Perigeu de 262 km
- Apogeu de 28.600 km
- Inclinação do seu plano de órbita: 30,6 graus
- Indexador internacional da sonda: 1990-007A

Sua órbita era bastante elíptica e a sonda orbitou em torno da Lua por dez oportunidades. A sonda intencionalmente impactou contra a Lua em 10 de Abril de 1993.

## A missão
Os principais objetivos desta missão eram: 
- 1) Testar a manobrabilidade da sonda, executando dois bamboleios orbitais com o auxílio da força da gravidade da Lua.
- 2) Lançar o micro-satélite Harogomo para que entrasse em órbita lunar.
- 3) Conduzir experimentos ópticos de navegação sobre a estabilização da sonda no espaço.
- 4) Fazer testes sobre tolerância em falhas do computador de bordo além de testar os equipamentos de telemetria.
- 5) Experimentar procedimentos de aerofrenagem.
- 6) Detectar e medir a massa e a velocidade dos micro-meteoritos.

Porém mais três objetivos foram adicionados a missão:
- Excursionar pelos pontos L4 e L5 de pontos de Lagrange entre o sistema composto pela Terra e pela Lua.
- Fazer orbitar a sonda Hiten em torno da Lua.
- Efetuar uma aterrissagem brusca sobre a superfície lunar.

## Nome da sonda
MUSES-A significa “Mu Space Engineering Spacecraft” ; uma nave espacial de engenharia lançada por um foguete Mu e “A” significa "a primeira". MUSES-A, foi a primeira sonda de sua série, e foi posteriormente denominada de Hiten.
O nome Hiten foi adotado após o lançamento da sonda e se refere a uma música sobre a espiritualidade de Buda e Hagoromo sugere que a sonda está cobrindo Hiten de glória. Pelas características desta missão, ela colocou o Japão como a terceira nação do mundo a realizar uma orbitação em torno da Lua, em executar um bamboleio orbital e de lançar uma sonda que orbitou a lua.

## A sonda e seus subsistemas
Hiten era uma sonda de formato cilíndrico com cerva de 1,4 metros de diâmetro e 0,80 metros de altura. O pequeno poliedro Hagoromo foi colocado no topo da sonda.
Abastecido a sonda tinha uma massa cerca de 197 kg que incluíam 42 kg de propelente hidrazina e 12 kg do orbitador Hagoromo. Células solares dispostas na superfície da sonda forneciam energia elétrica de 10 Watts que recarregavam uma pequena bateria. A sonda girava em uma rotação constante de 10 a 20,5 rpm.
O sistema de propulsão da nave e de controle de altitude era gerenciado por 12 propulsores a hidrazina, dois sensores para o Sol, um escâner de estrelas, três acelerômetros e dois CCDs para o sistema de navegação óptica e um processador de dados.
O sistema de comunicação da sonda era feito através de uma antena de médio-ganho que era utilizada em ambas as frequências de raio-X e a Banda-S instalada na parte inferior da sonda. Possuía também duas antenas bidirecionais de baixo-ganho apenas para a freqüência de Banda-S, uma montada sobre a sonda e outra montada sob a sonda. O computador de bordo recebia os comandos da Terra em 1 kbps e possuía três processadores independentes com um total de 2 Mbits de ROM e de 512 Kbits de RAM.

## Hagoromo
O orbitador Hagoromo tinha uma massa de 12 kg, e era um poliedro de 26 faces, com cerca de 36 cm de distância entre as faces opostas. Utilizava como propelente de combustível sólido, que tinha uma massa de 4 kg. Suas células solares forneciam cerca de 10 Watts de potência. Não transportava nenhum instrumento científico, apenas levava um sensor de temperatura que enviava seus dados através de uma antena, para a sonda Hiten.
A sonda Hagoromo foi montada sobre a sonda Hiten e ambas foram lançada em 24 de Janeiro de 1990. O transmissor do Hagoromo de banda-S falhou em 21 de Fevereiro de 1990 sendo impossível conseguir contactar. Hagoromo foi liberado de Hiten quando do primeiro encontro da sonda com a Lua, isso foi em 18 de Março de 1990. A ignição do foguete de Hagoromo com a finalidade de desacelerá-la foi confirmada pelo centro de controle, mas nunca foi confirmado se a sonda chegou ou não a entrar em órbita da Lua, devido à falha nas transmissões.